# Klaus Botta
Klaus Botta (* 21. Mai 1959 in Bamberg) ist ein deutscher Industriedesigner. Bekanntheit erlangte er durch die Entwicklung der Ein-Zeiger-Armbanduhr und löste einen Trend aus, dem weitere Ein-Zeiger-Modelle anderer Hersteller folgten.

## Leben
Klaus Botta, 1959 in Bamberg geboren, studierte zunächst Technische Physik an der Universität Bayreuth, im Anschluss daran Produktgestaltung und Industriedesign an der Hochschule für Gestaltung Offenbach am Main. Während des Studiums absolvierte er Designpraktika bei der Adam Opel AG und bei Albrecht Graf von Goertz (Designer des BMW 507). Seine Diplomarbeit – eine digitale HiFi-Anlage – realisierte Klaus Botta im Jahr 1989 in Zusammenarbeit mit der Grundig AG. Für den Uhrenhersteller Junghans gestaltete er im Jahr 1991 die Solar1, die erste Solar-Armbanduhr von Junghans. Das Designbüro Botta Design mit Sitz in Königstein im Taunus, das Klaus Botta noch während seines Studiums gründete, entwickelt Produktdesign für technische Geräte (Audio- und Videotechnik, Messtechnik, Informationstechnologie, Roboterbau und Bürogeräte).

## Entwicklung der Ein-Zeiger-Armbanduhr

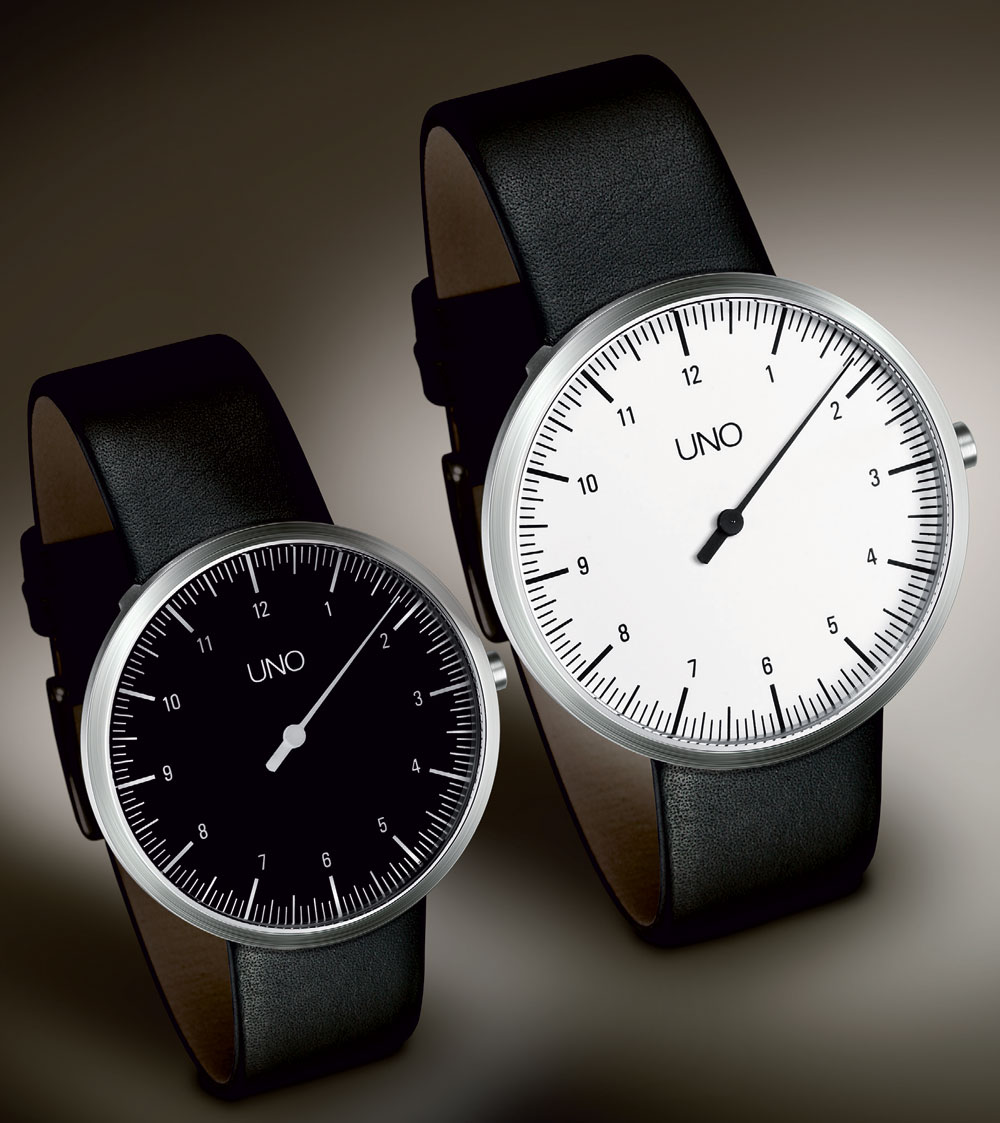
UNO-Ein-Zeiger-Uhr

Neben der Entwurfs- und Entwicklungsarbeit seines Design-Büros für Unternehmen wie Grundig AG, Volkswagen AG oder Siemens AG, konzentriert sich Botta Design auf die Entwicklung und den Vertrieb von Armbanduhren. 1986 entwickelte Klaus Botta die weltweit erste Armbanduhr mit Ein-Zeiger-Anzeige. Bei der von ihm entworfenen Spezialskalierung ist das Zifferblatt in 5-Minuten-Schritte unterteilt, ähnlich der Anzeige eines präzisen Messinstrumentes. Die Uhrzeit ist trotzdem klar ablesbar und vergleichbar mit der Darstellung bei einem Tachometer im Auto. Ziel der Entwicklung der Ein-Zeiger-Uhr war die Vereinfachung und Reduzierung der Komplexität der Armbanduhren-Anzeige. 
Anfang der 1990er Jahre überzeugte Klaus Botta den damaligen Inhaber der Uhrenmarke Watchpeople und späteren Gründer von MeisterSinger Manfred Brassler von dem Konzept der Ein-Zeiger-Armbanduhr. Ab 1994 vermarktete dieser die UNO-Ein-Zeiger-Uhr. Sie entwickelte sich zur meistverkauften Uhr von Watchpeople und löste einen Trend aus, dem weitere Ein-Zeiger-Modelle anderer Hersteller folgten. Nachdem die Nutzungsrechte an der UNO ab 1999 wieder an Klaus Botta zurückfielen, fasste er den Entschluss, die von ihm entworfenen und entwickelten Armbanduhren unter eigenem Namen zu vertreiben. So folgte im selben Jahr die Gründung der eigenen Uhrenmarke Botta Design. Inzwischen hat Klaus Botta weit über 100.000 Stück der UNO verkauft. Klaus Botta hat auch Uhren mit mehreren Zeigern entworfen. Laut einer Mitteilung der Allianz deutscher Designer besitzt auch der emeritierte Papst Benedikt XVI. eine Botta-Armbanduhr.

## Auszeichnungen
2013 wurde Klaus Bottas Weltzeit-Ein-Zeiger-Uhr DUO 24 von der Jury des Chicago Athenaeum Museum of Architecture and Design mit dem "Good Design" Award ausgezeichnet und in die ständige Sammlung des Museums aufgenommen. Im Jahr 2013 erhielt Klaus Botta den 50. Design Award für seine Arbeiten. Den Red Dot Design Award hat er seit Gründung des Designbüros mehrfach verliehen bekommen.
- 1993: Auszeichnung Roter Punkt für hohe Designqualität für Armbanduhr IKON
- 1993: Auszeichnung Roter Punkt für hohe Designqualität Lederschreibtischauflage New York für Gutenberg Werk für Bürobedarf mbH
- 1995: Auszeichnung Roter Punkt für hohe Designqualität für Armbanduhrserie TITAN
- 1996: Auszeichnung Roter Punkt für hohe Designqualität für Armbanduhr UNO
- 1996: Auszeichnung Roter Punkt für hohe Designqualität für Stanz- und Bindemaschine "HiTech" für IBICO
- 2006: Red Dot Design Award Product Design für Armbanduhr HELIOS
- 2008: Red Dot Design Award Product Design für Armbanduhr SOLUS
- 2009: Red Dot Design Award Product Design für Armbanduhr UNO 24
- 2010: Red Dot Design Award Product Design für Armbanduhr TRES
- 2010: Red Dot Design Award Product Design für Armbanduhr ARGOS Lumen
- 2012: Red Dot Design Award Product Design für Armbanduhr DUO 24
- 2014: Red Dot Design Award Product Design für Verstärker für d&b audiotechnik